# Kristýna Fleissnerová
Kristýna Fleissnerová (Praga, Checoslovaquia, 18 de agosto de 1992) es una deportista checa que compitió en remo. Ganó dos medallas en el Campeonato Europeo de Remo, en los años 2016 y 2017.

## Palmarés internacional
| Campeonato Europeo | Campeonato Europeo       | Campeonato Europeo | Campeonato Europeo |
| Año                | Lugar                    | Medalla            | Prueba             |
| ------------------ | ------------------------ | ------------------ | ------------------ |
| 2016               | Brandeburgo (Alemania)   | Medalla de bronce  | Doble scull        |
| 2017               | Račice (República Checa) | Medalla de oro     | Doble scull        |